# Mănăstirea franciscană din Gherla
Mănăstirea franciscană, cu hramul sfântului Petru de Alcantara, este un monument istoric aflat pe teritoriul orașului Gherla.

## Mănăstirea
Construcția mănăstirii franciscane din Gherla a început în 1742, lucrările fiind finalizate în 1758, când a și fost sfințită biserica, la care s-a adăugat amenajarea capelei Maria de Loretto, în 1760. În 1825 Kristóf Duha a reparat sanctuarul pe cheltuiala proprie. În seara zilei de 21 septembrie 1855, biserica, mănăstirea și 52 de case au fost arse într-un incendiu. A fost consacrată din nou la 20 septembrie 1857. Cele două turnuri ale bisericii mănăstirii au fost construite în 1878. Unul dintre clopote a fost făcut de Lajos Márton, celălalt de Solomon de Marosa și soția sa Anna Karingacz. Biblioteca mănăstirii depășește 1450 de volume. 
Construcția casei călugărilor a început în 1760. În anul 1767 a putut să găzduiască zece călugări în cele 10 chilii.

## Desființarea comunității franciscane
În anul 1948 școala franciscanilor și aripa de est a mănăstirii au fost naționalizate de autoritățile comuniste. Călugării franciscani au fost mutați la mănăstirile din Dej sau Maria Radna, respectiv arestați. În anii 1950 au fost internați în mănăstire, cu domiciliu obligatoriu, mai mulți preoți iezuiți.

## Renovarea clădirii
Mănăstirea a fost renovată în perioada 2020-2023, în cadrul proiectului de „Reabilitare a Bisericii și Claustrului Mănăstirii Franciscanilor din Gherla în vederea introducerii în circuitul turistic cultural”.

## Imagini din exterior

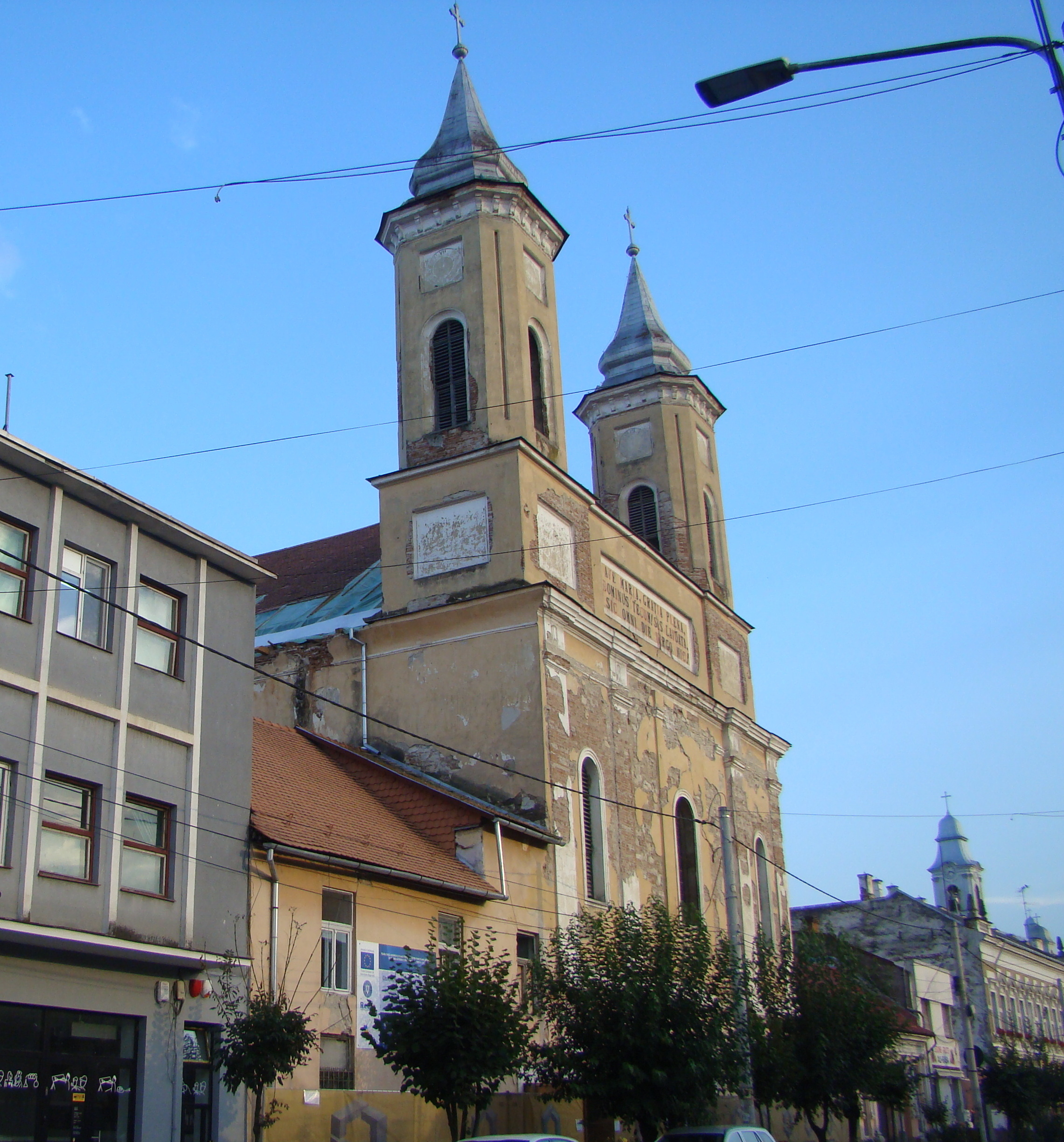
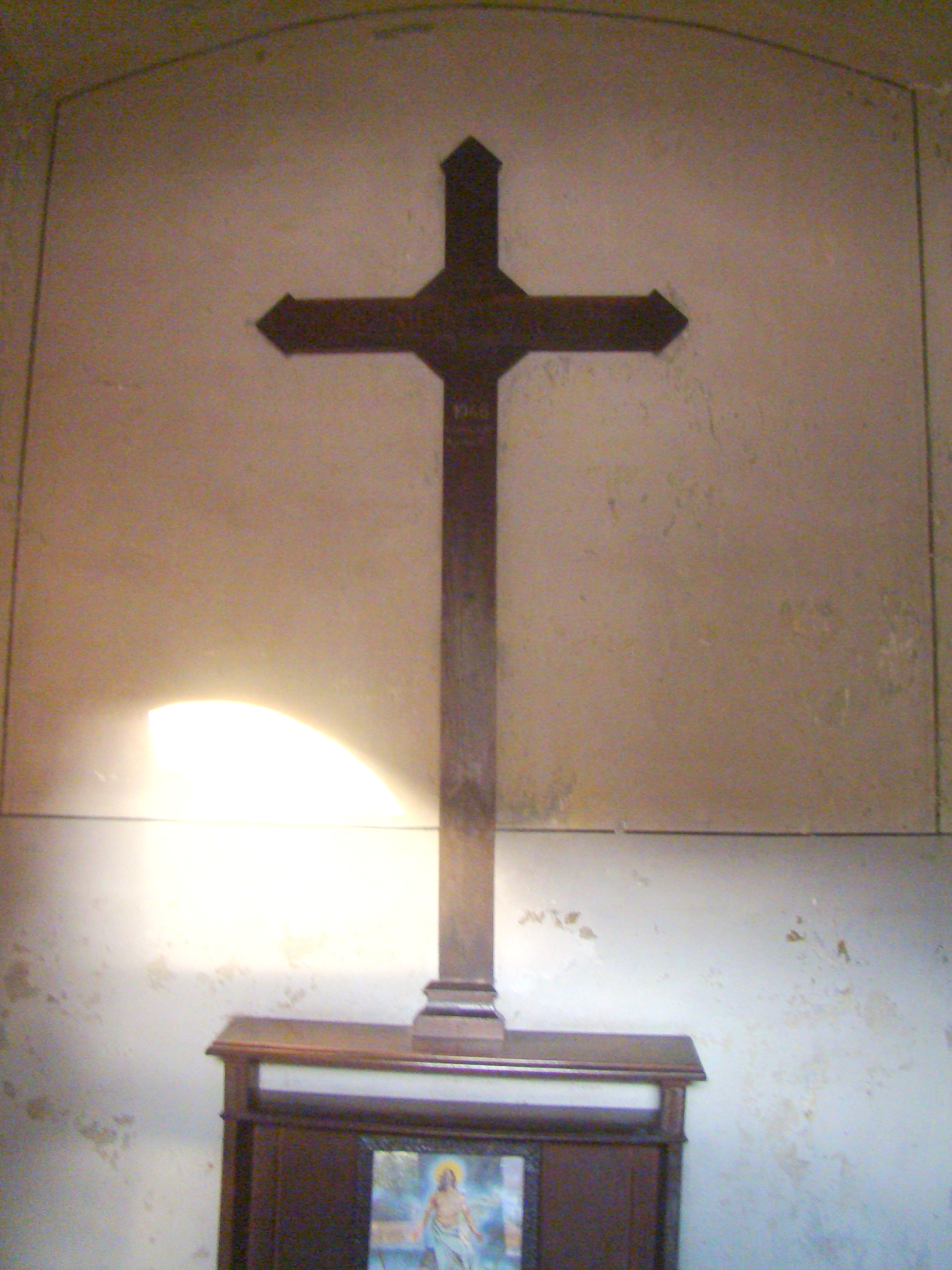
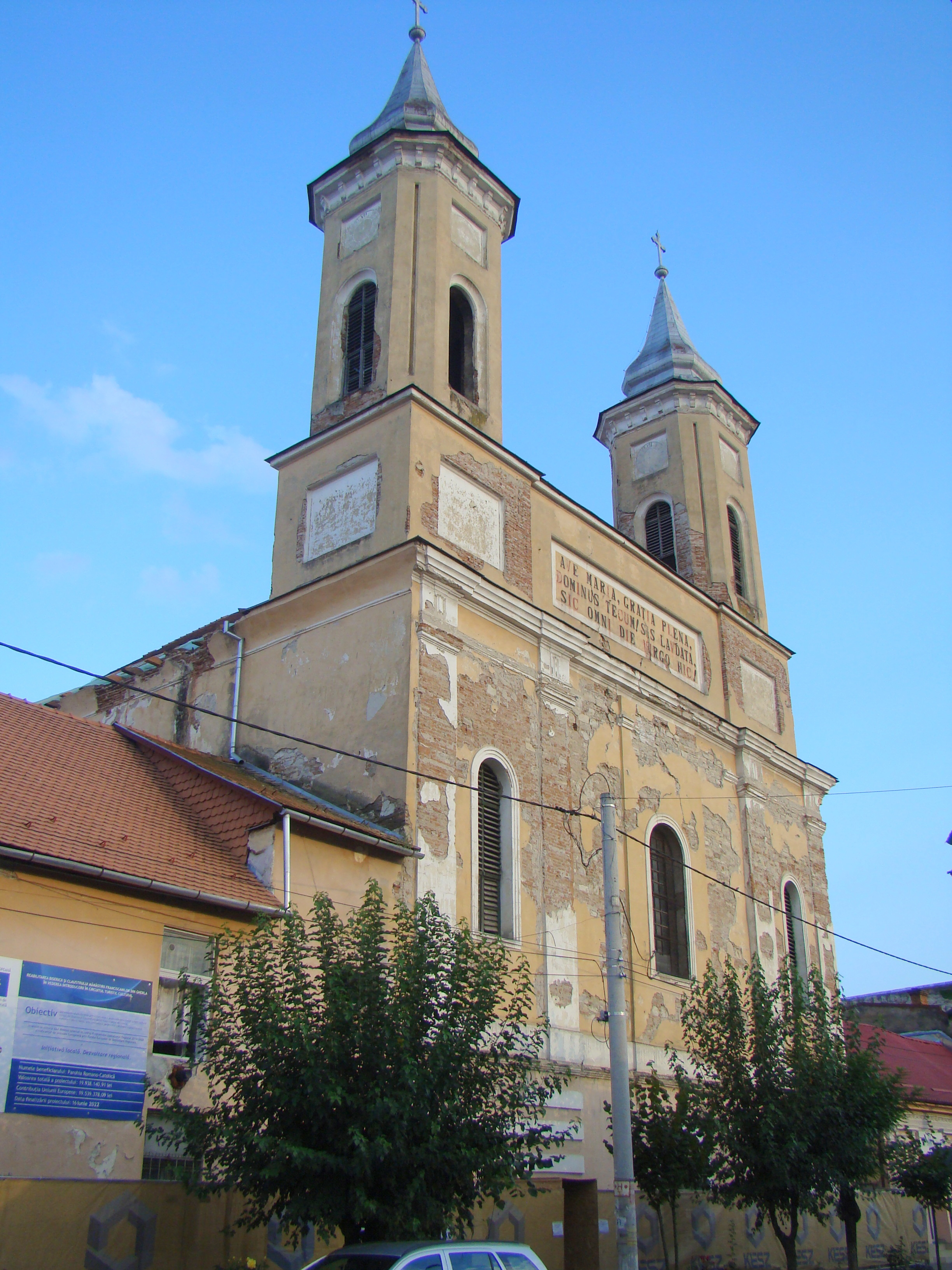
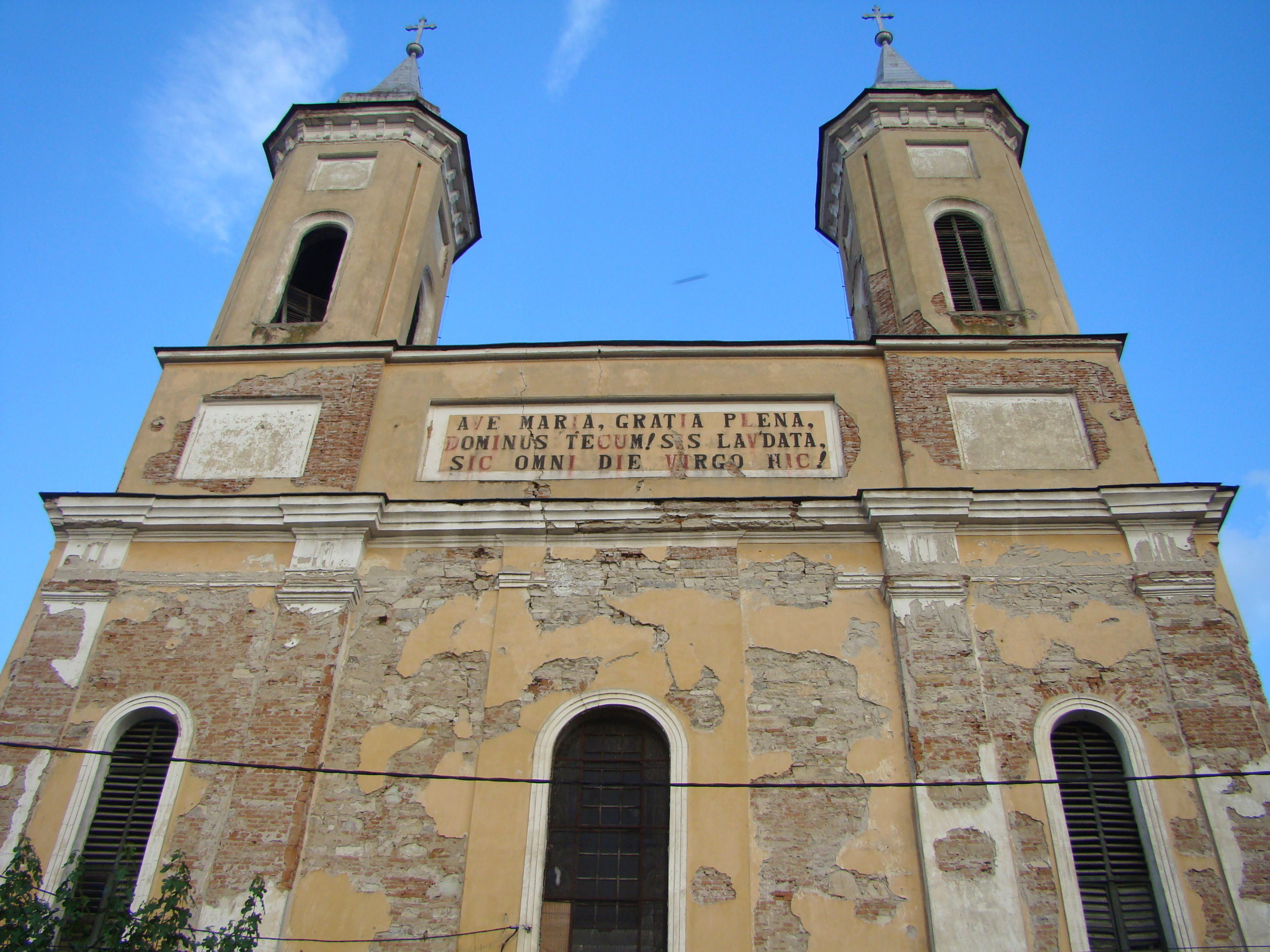
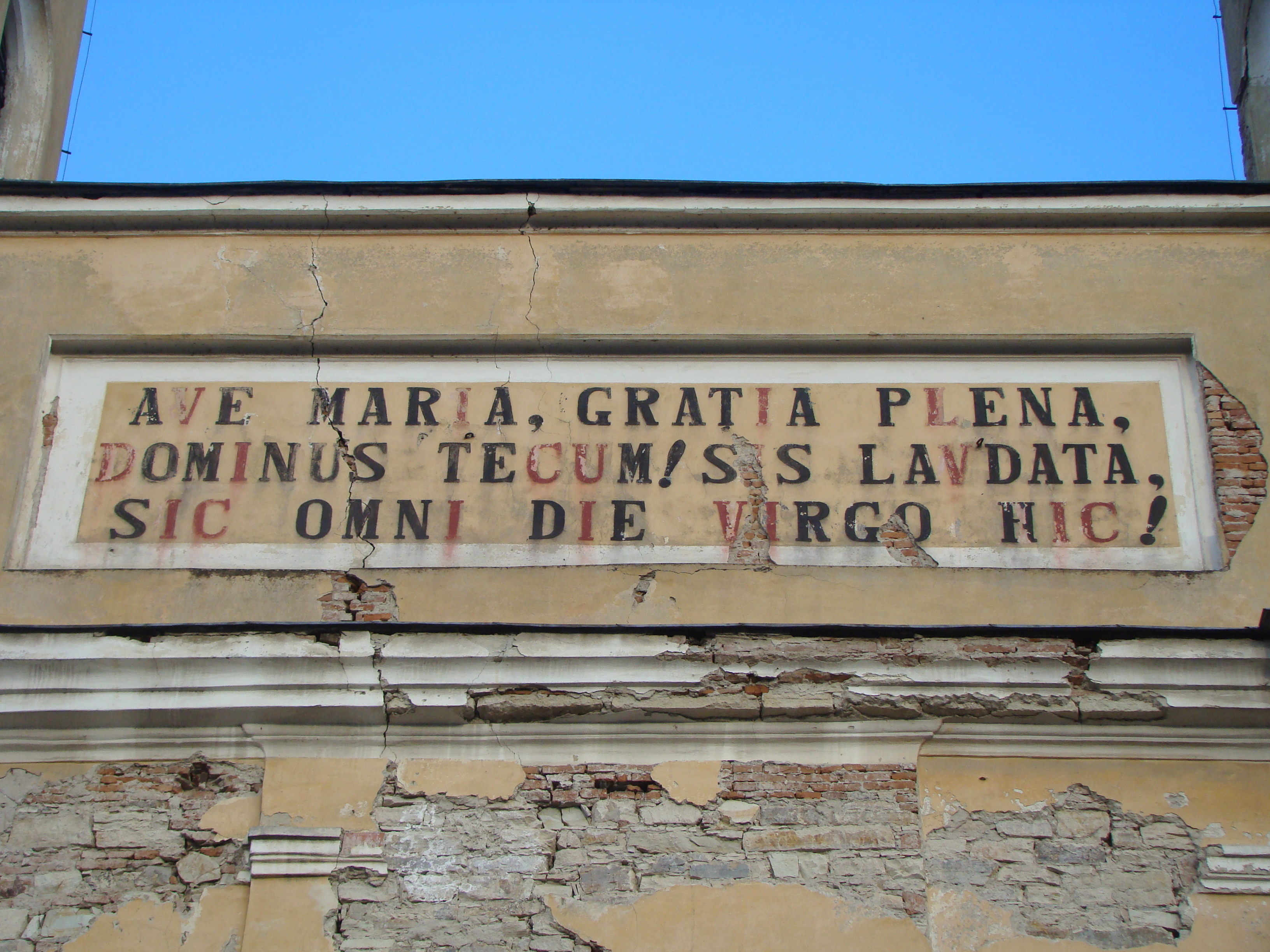
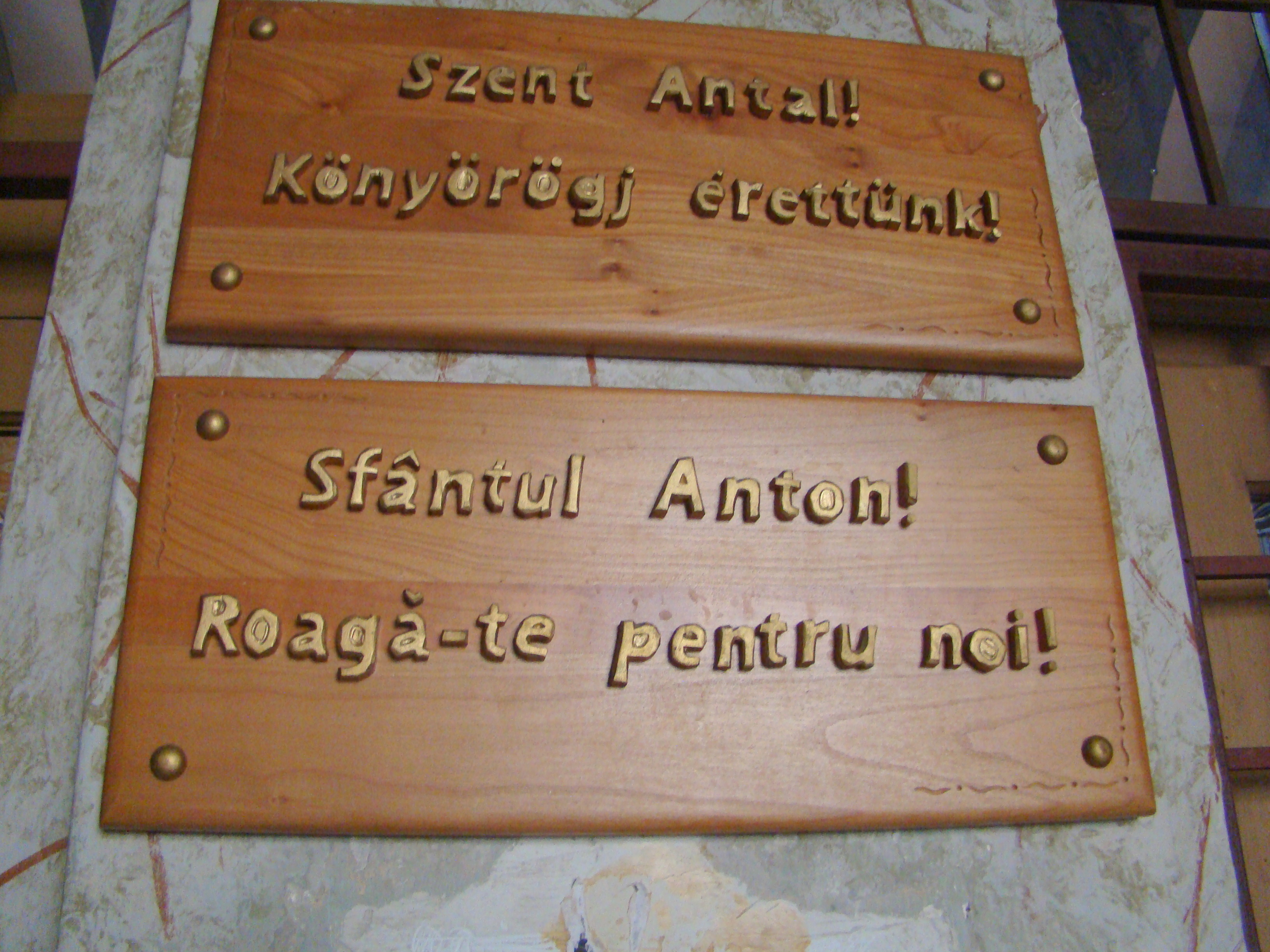
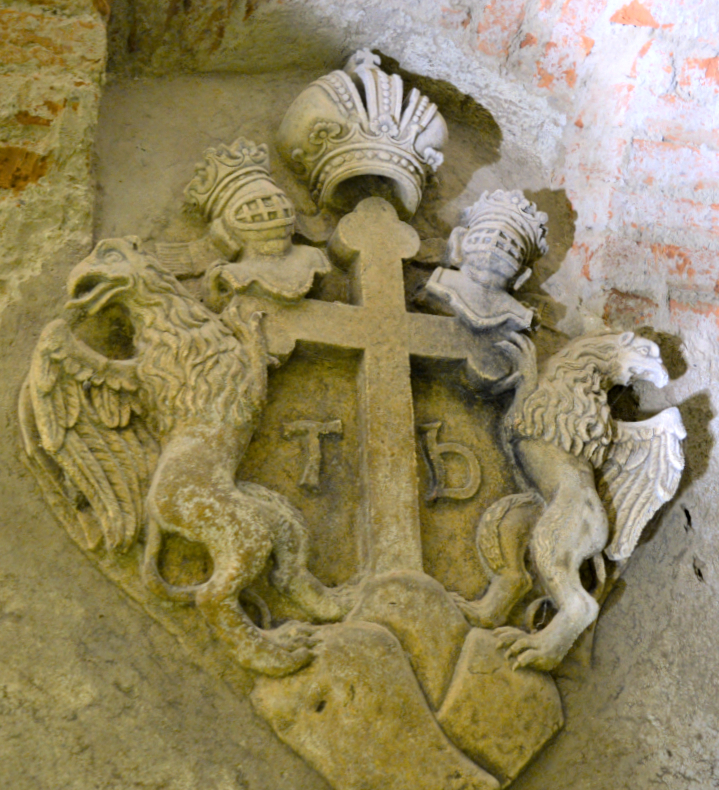
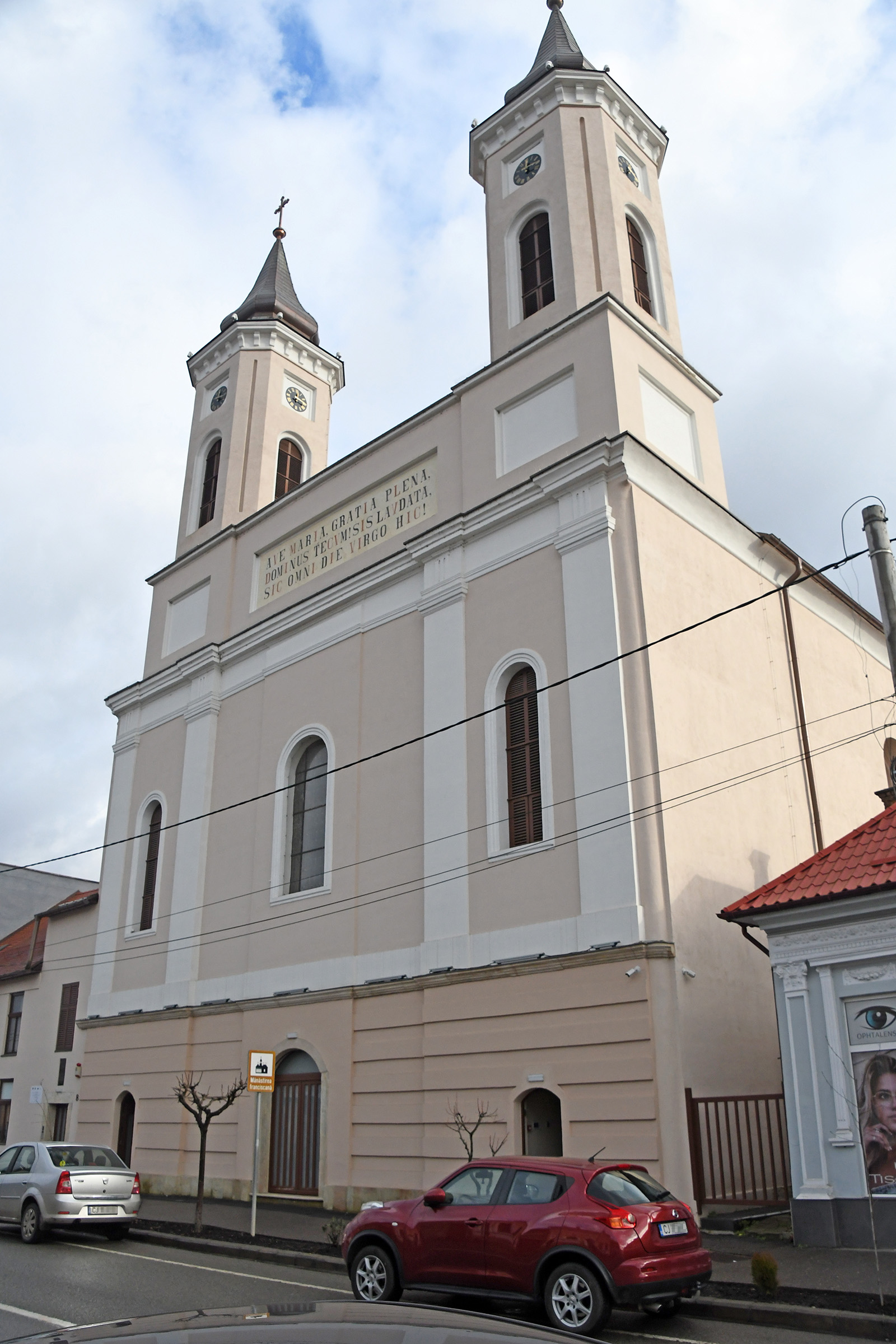
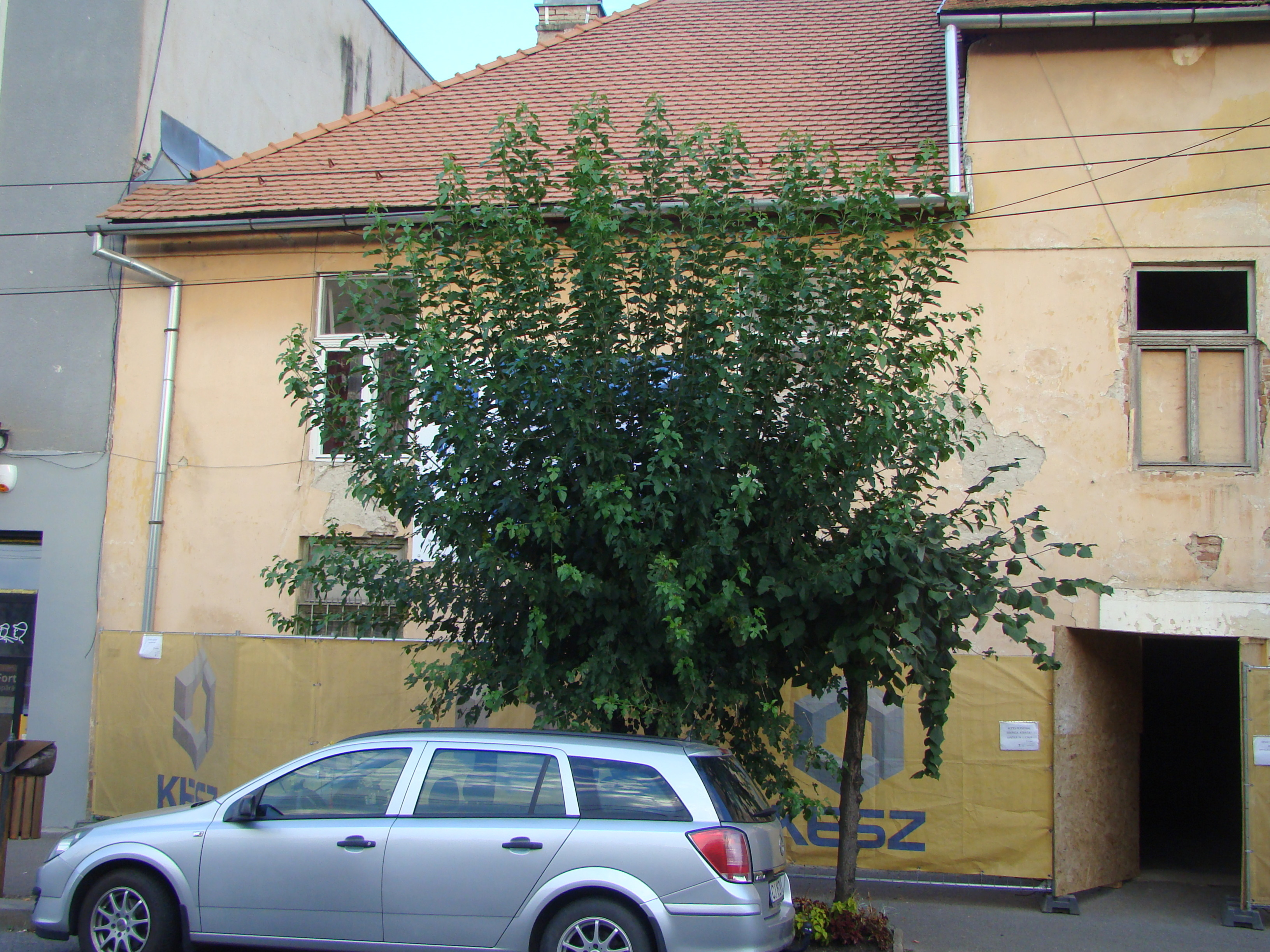
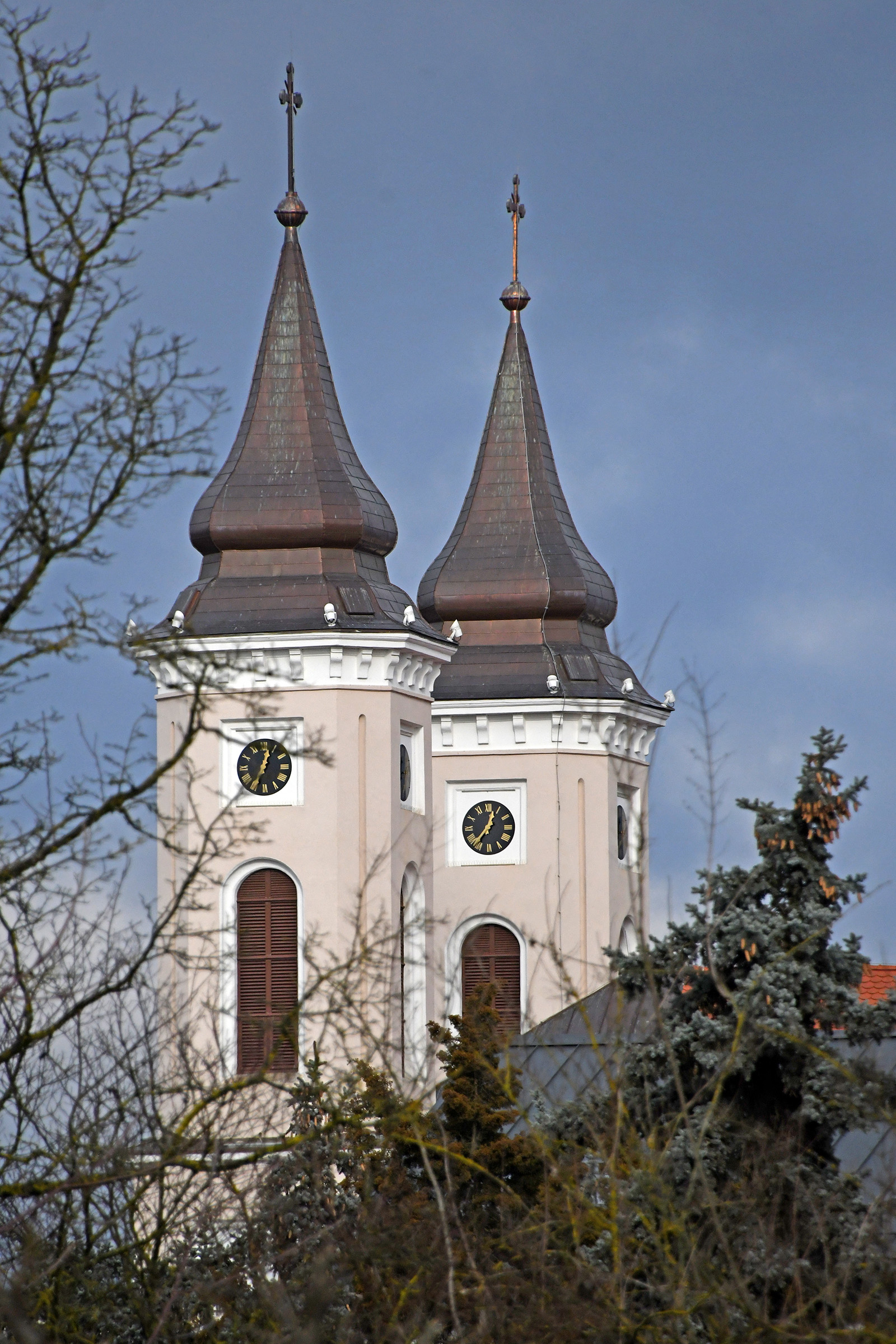

## Imagini din interior

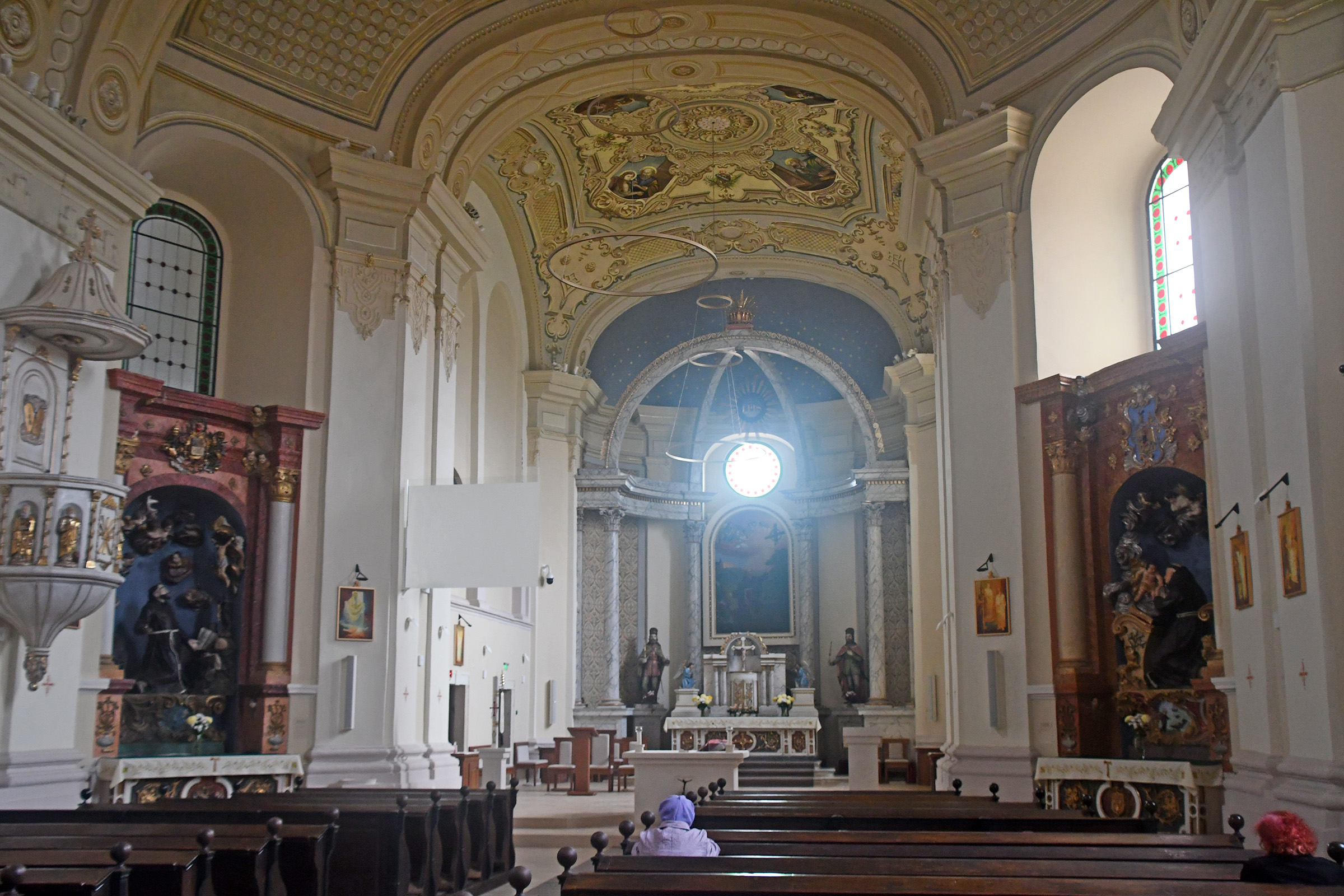
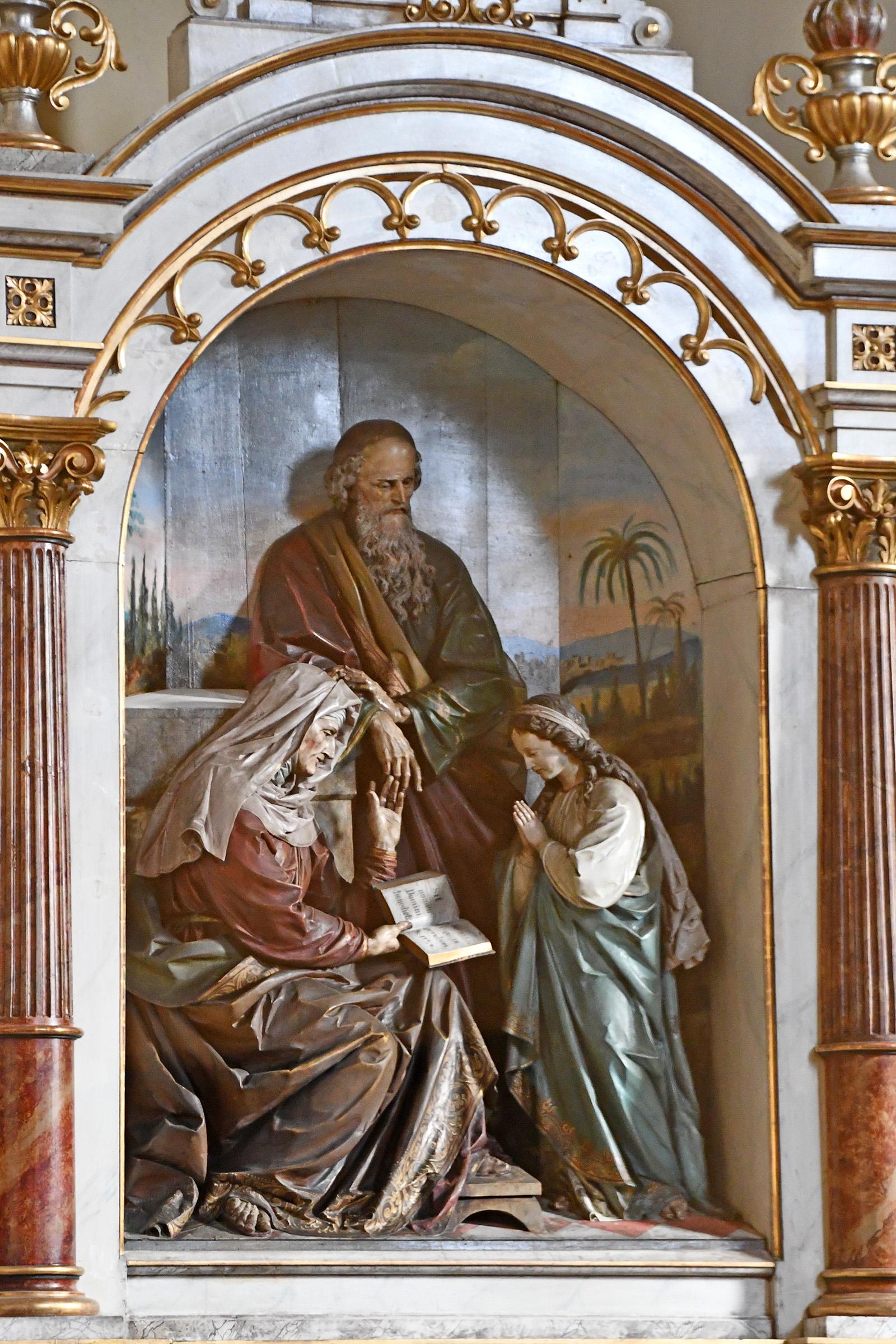
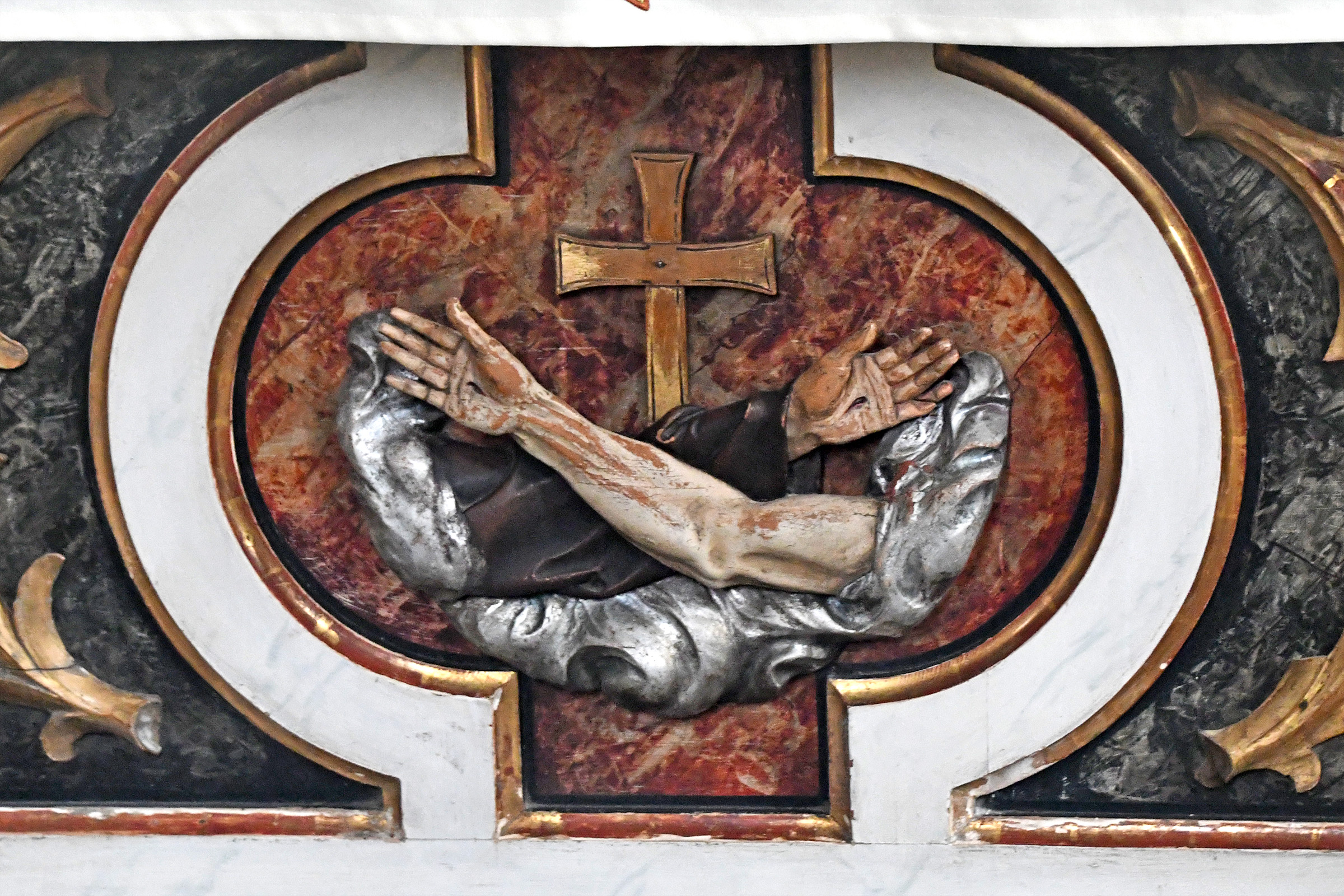
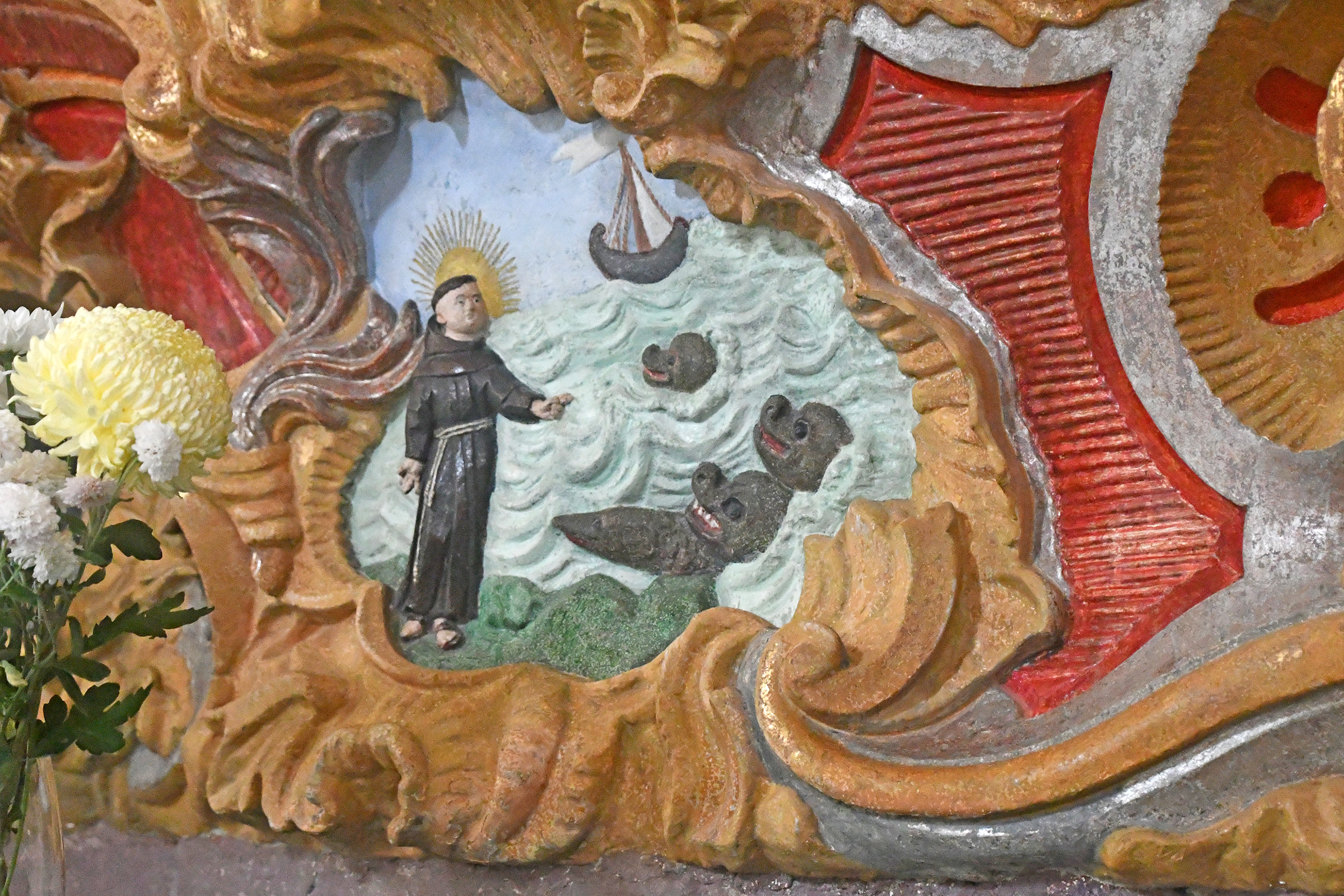
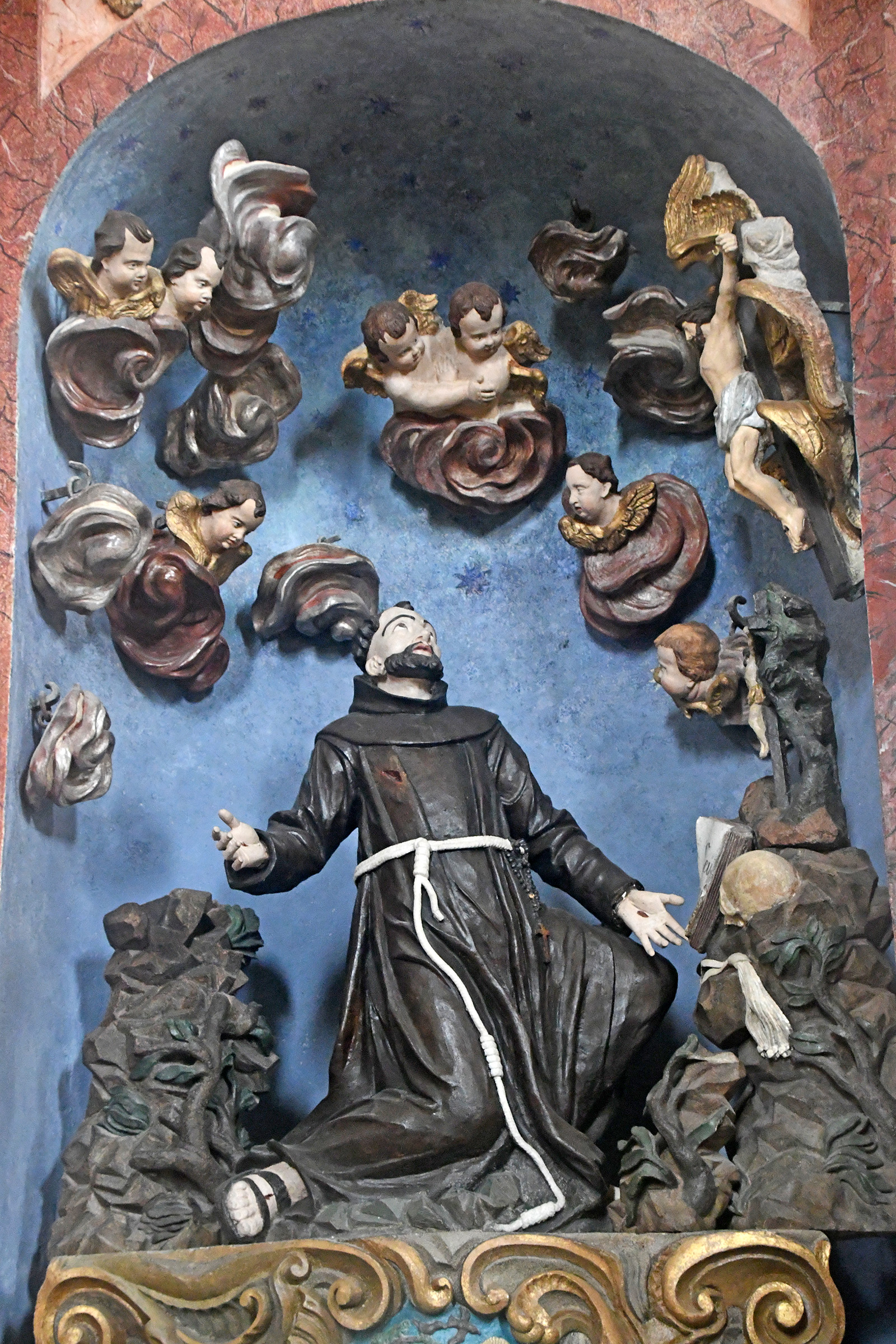
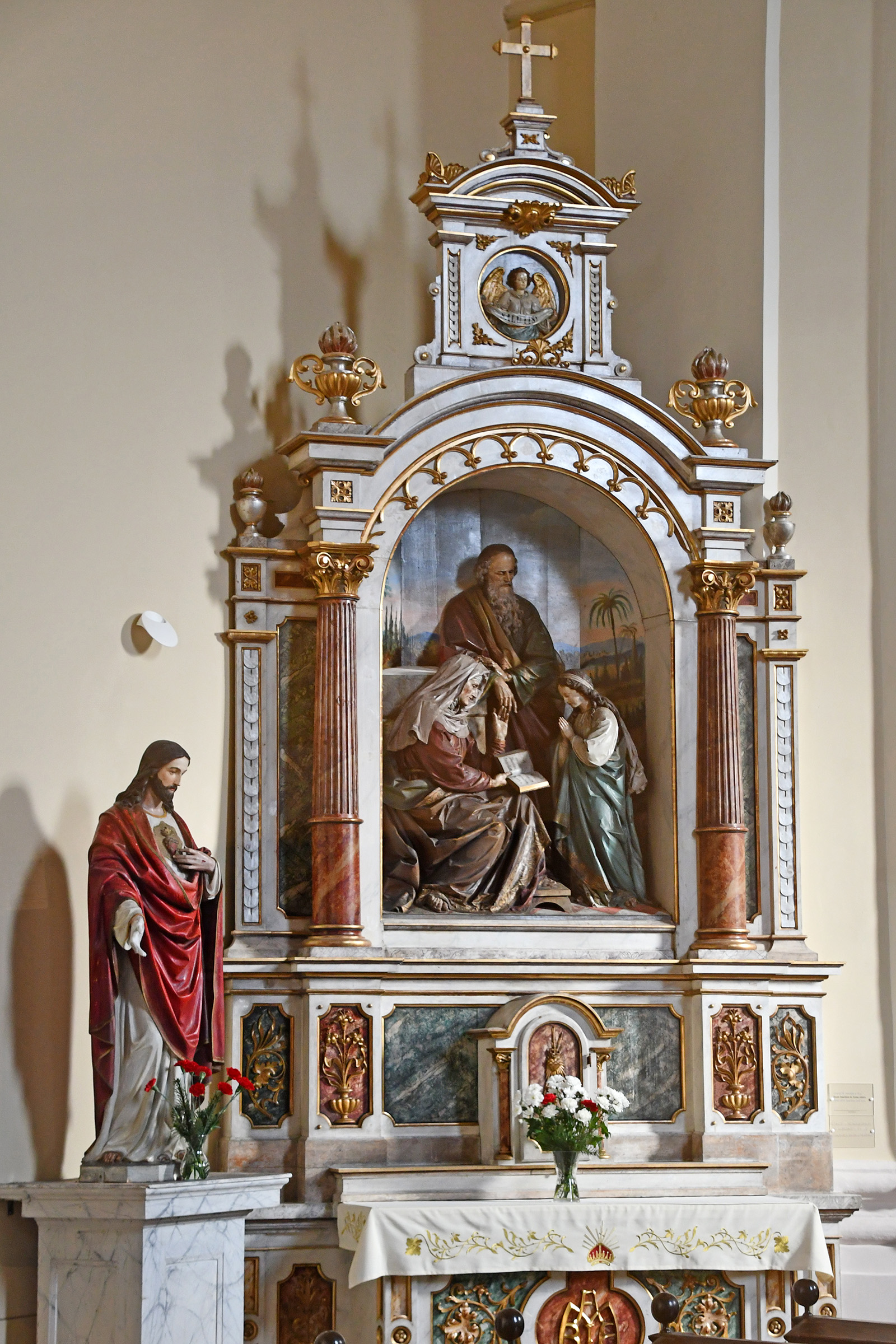
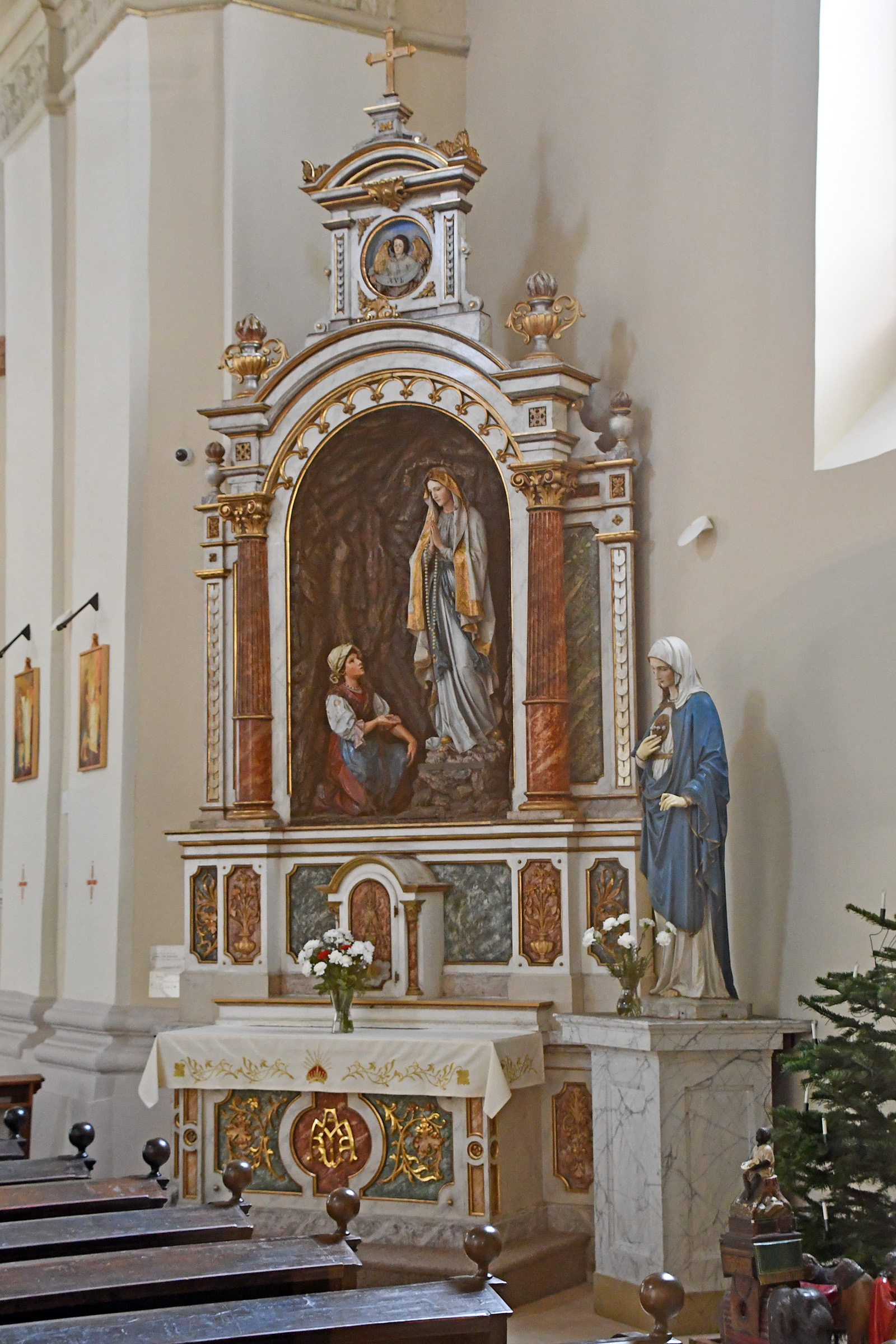
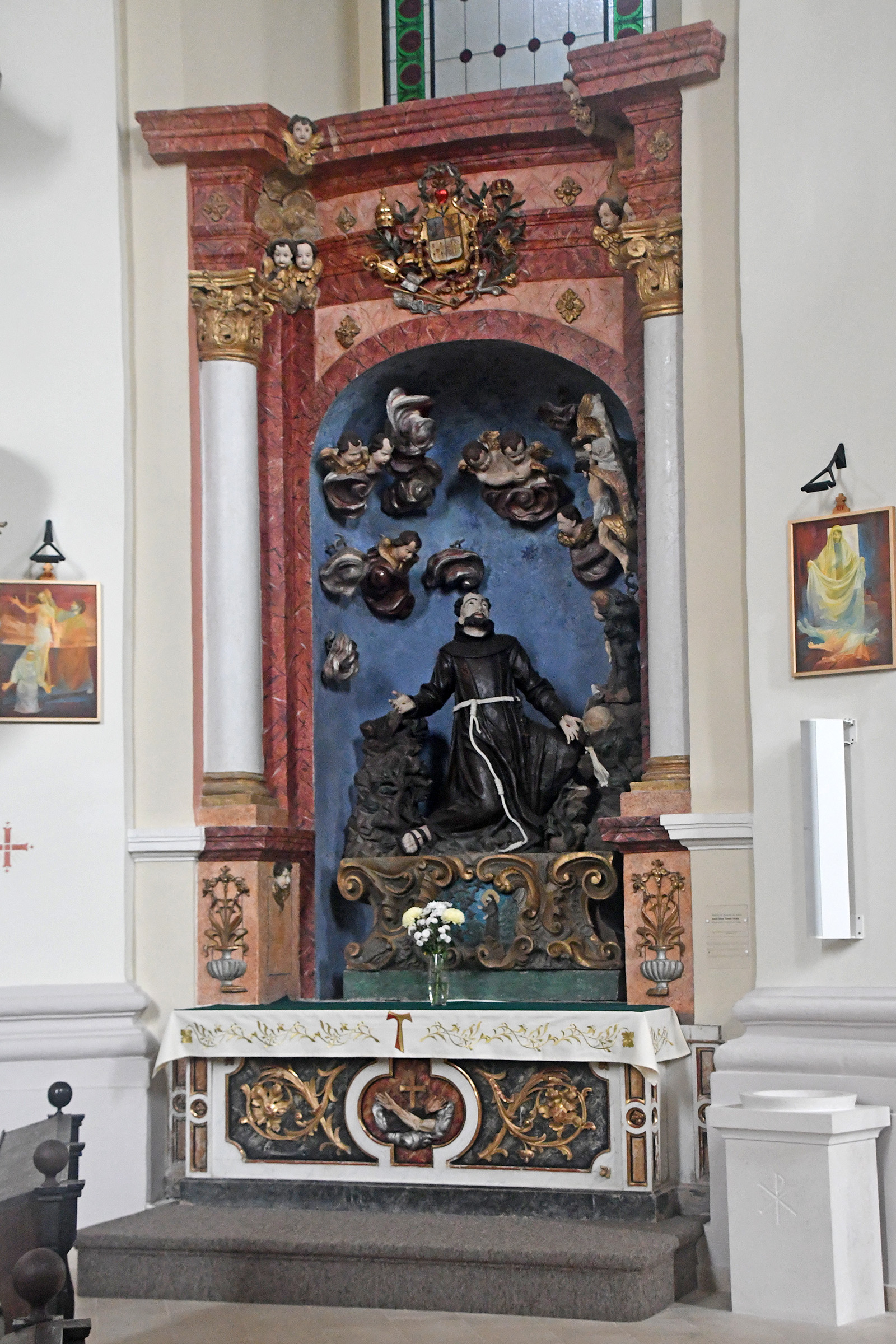
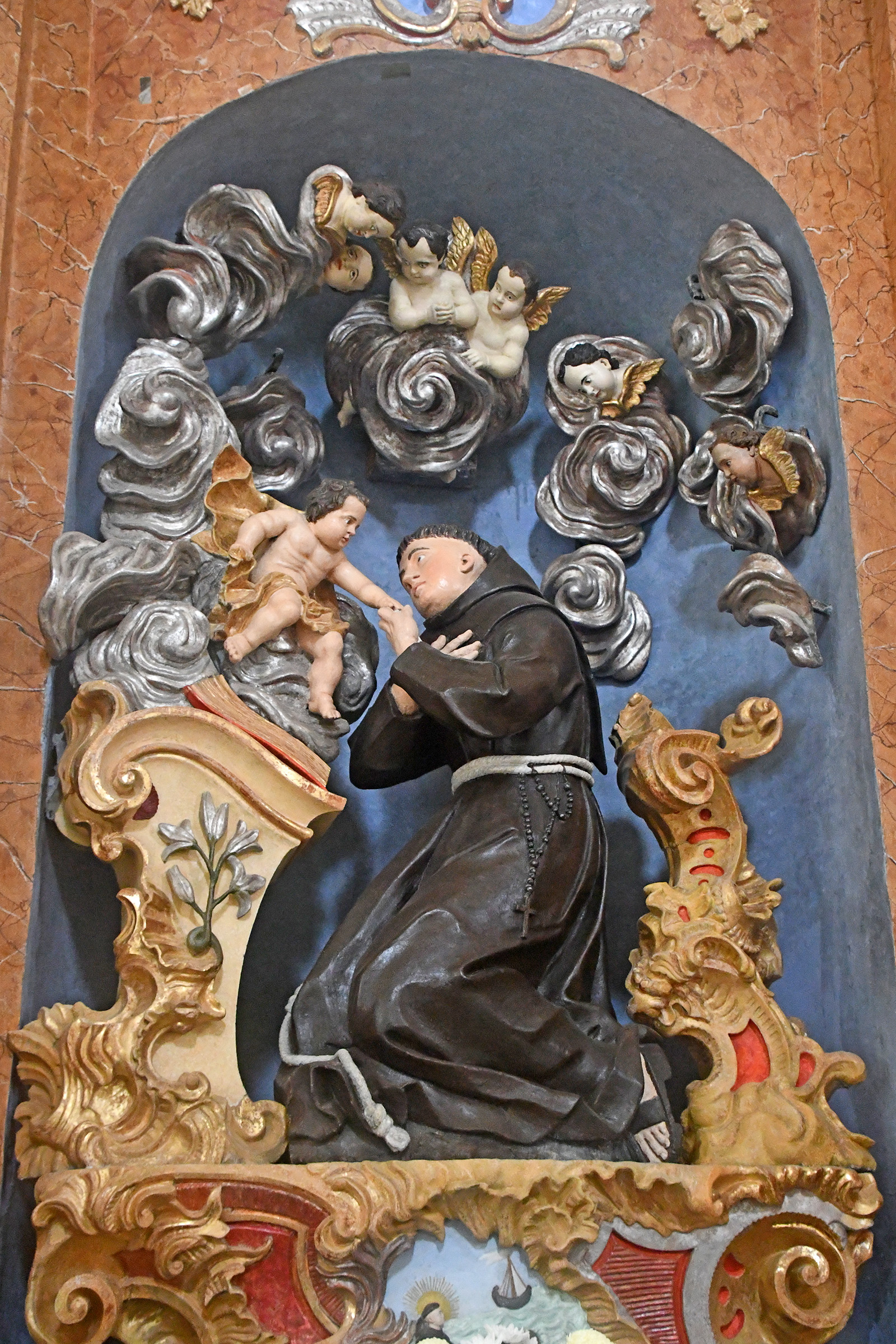
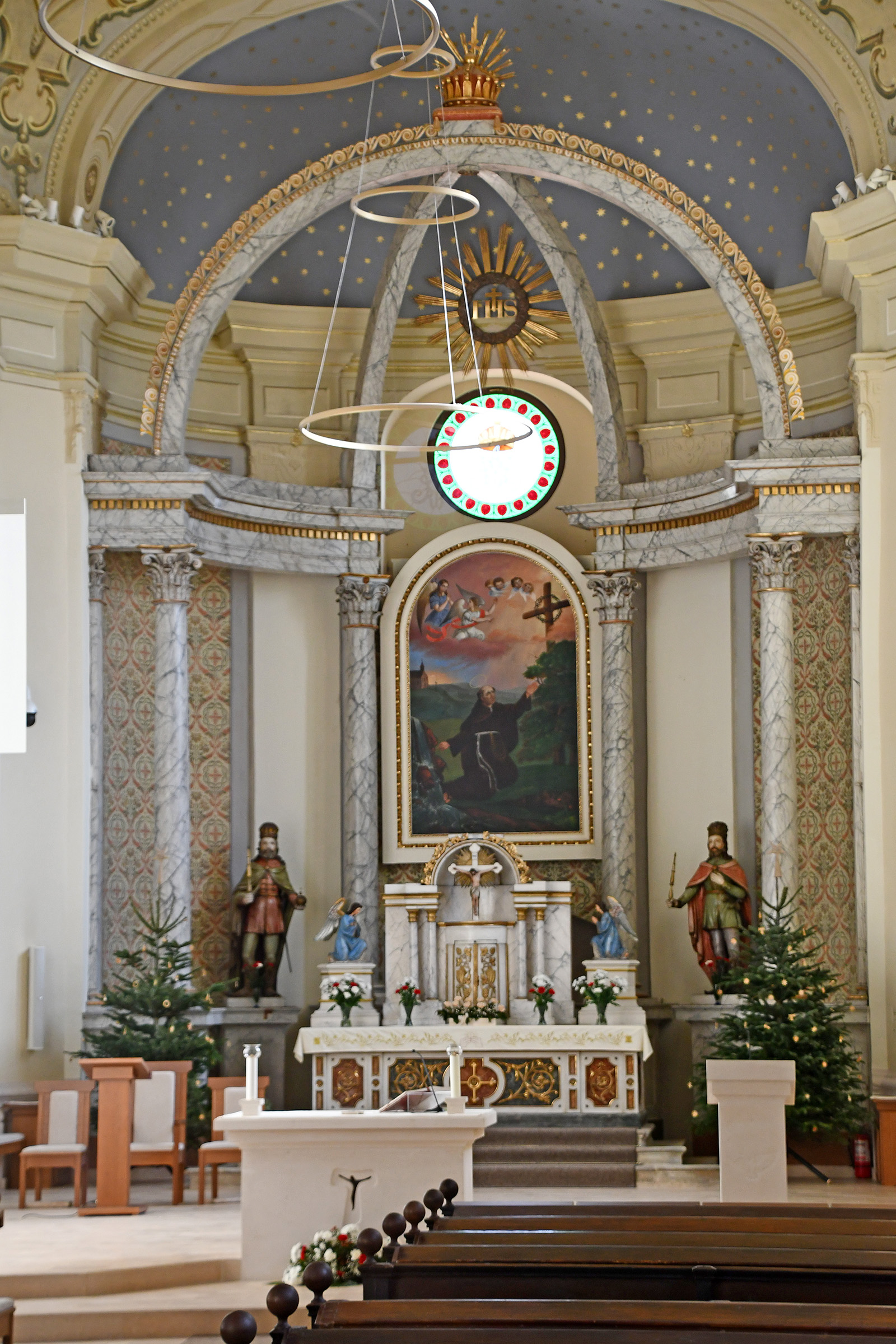
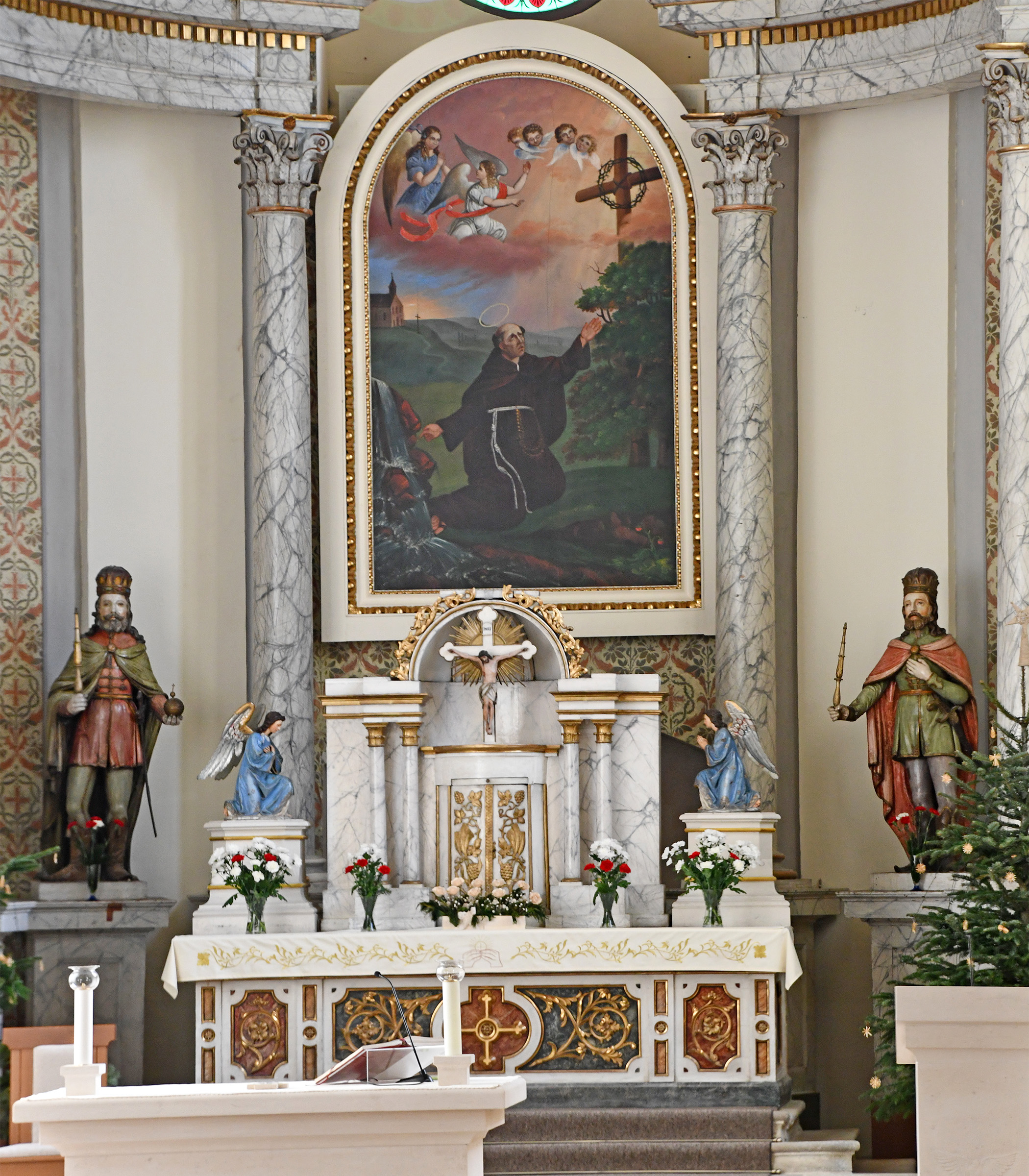

## Vezi și
- Gherla